# Brđani (Prijedor)
Brđani (szerbül: Брђани), falu Bosznia-Hercegovinában, Bosanska krajina területén, Prijedor községben, a Szerb Köztársaságban. 

## Fekvése
Bosznia-Hercegovina északnyugati részén, a Potkozarje területén, Banja Lukától légvonalban 33, közúton 42 km-re északnyugatra, községközpontjától légvonalban 12, közúton 15 km-re keletre, 215 – 900 méteres tengerszint feletti magasságban, a Kozara-hegység délnyugati lejtőin fekszik. 

## Népessége
| Nemzetiségi csoport | Népesség 1991 | Népesség 2013 |
| ------------------- | ------------- | ------------- |
| Szerb               | 181           | 100           |
| Bosnyák             | 1536          | 1234          |
| Horvát              | 2             | 6             |
| Jugoszláv           | 7             | 0             |
| Egyéb               | 5             | 3             |
| Összesen            | 1731          | 1343          |

## Története
A Modrinac lelőhely régészeti leleteinek tanúsága szerint itt már az őskorban és az ókorban is emberi település állt.
A település 1878-ig tartozott az Oszmán Birodalomhoz, ekkor a berlini kongresszus határozata alapján az Osztrák-Magyar Monarchia része lett. 1879-ben az első osztrák-magyar népszámlálás során a Prijedori járáshoz és Kozarac községhez tartozó településnek 80 háztartása és 496 muszlim lakosa volt. 1910-ben a Kozaraci járáshoz és Kozarac községhez tartozó településen 106 háztartást és 598 muszlim lakost találtak.
A monarchia szétesésével 1918-ban előbb a Szerb-Horvát-Szlovén Királyság, majd 1929-től a Jugoszláv Királyság része. Jugoszlávia megszállása után a falu a Független Horvát Állam (NDH) része lett. 1945-től a település a szocialista Jugoszlávia része volt, 1963-ig Kozarac községhez tartozott. A boszniai háború idején a település a Boszniai Szerb Köztársaság része volt. A muszlim többségű települést szerb fegyveresek foglalták el, a mecsetet lerombolták, imámját pedig az omarskai fogolytáborba hurcolták. A daytoni békeszerződést követő területfelosztásnál a település Prijedor község részeként a Szerb Köztársaság területéhez került.

## Nevezetességei
- Modrinac – őskori és római kori település maradványai. Egy nagyobb, meredek oldalú magaslaton őskori cseréptöredékek és római téglák töredékei találhatók, melyeket őskori és római kori településmaradványokként azonosítottak. Az őskori település a késő bronzkorból és a vaskorból származik.[4]

- Ezen a településen az első mecset építésének időpontja nem ismert. Valószínűleg a 18. században épült. A 20. század elejéig teljes egészében fa elemekből épült. Ezt követően erősebb anyagokból, majd a 20. század hetvenes éveiben az alapoktól kezdve modern stílusban építették fel. 1992-ben a falut elfoglaló szerb fegyveresek lerombolták. Újjáépítése 2000-ben kezdődött, hivatalosan 2001-ben adták át. Ez volt a második felújított és hivatalosan megnyitott mecset Kozarac térségében.[7]